# Søren R. Fauth
Søren Robert Fauth (født 13. september 1971) er en dansk forfatter, litteraturforsker og germanist, dr. phil. Søren R. Fauth har siden februar 2005 været ansat ved Aarhus Universitet, Institut for Sprog, Litteratur og Kultur først som forskningslektor, siden som lektor, fra 2010-2018 som professor (mso) og fra 2018 igen som lektor.
Søren R. Fauth har især været inspireret af germanisten Børge Kristiansen, hvorfra interessen for filosoffen Schopenhauer stammer. Han har oversat første bind af Arthur Schopenhauers hovedværk Die Welt als Wille und Vorstellung til dansk (Gyldendal 2005). Foredrag om tysk litteratur og filosofi ved danske, tyske og amerikanske universiteter. Dr. phil. fra Syddansk Universitet som 34-årig på afhandlingen Der metaphysische Realist. Zur Schopenhauer-Rezeption in Wilhelm Raabes Spätwerk (Wallstein Verlag 2007).
I sit arbejde understreger Fauth den kulturelle udveksling mellem Tyskland og Danmark. Han sagde engang: »Hvis man går historisk til værks, var der omkring år 1800 næsten tale om en enhedskultur, hvor dansk og tysk kultur stort set var det samme. Den tysk-danske kulturudveksling var helt overvældende i de år, og danske intellektuelle var vildt påvirket af tysk åndsliv, tænkning og litteratur.«
Hans skønlitterære forfatterskab tæller i alt syv digtbøger, hvoraf »Digt om døden. En bog om min far« (2018); »På Jupiter findes fortiden ikke« (2019) og »Moloch. Digt. En fortælling om mit raseri« (2020) har fået fremragende anmeldelser.
Forfatterskabet kredser om cykling, ensomhed, angst, depression, had, vrede, jalousi og kærlighed. Derudover er tiden og døden genkommende motiver, og det er navnlig i refleksionerne af disse at slægtskabet med Schopenhauer manifesterer sig.
Fast skribent for Litteraturmagasinet Standart og POV International.

### Bøger
- Der metaphysische Realist. Zur Schopenhauer-Rezeption in Wilhelm Raabes Spätwerk[3]. Wallstein Verlag 2007, 511 s.
- Schopenhauers filosofi [4]. En introduktion'. Informations Forlag 2010, 408 s.
- Universet er slidt (langdigt). Wunderbuch 2013, 48 s. [5]

- Vilje . Aarhus Universitetsforlag 2016, 60 s. [6]
- Digt om døden (langdigt). Forlaget Vandkunsten 2018 (Turbine 2021)
- På Jupiter findes fortiden ikke. Forlaget Ekbátana 2019
- Moloch. En fortælling om mit raseri (langdigt). Forlaget Vandkunsten 2020 (Turbine 2022)
- En rejse til mørkets begyndelse. Turbine 2022
- Det R bladenes måde at falde på. Herman & frudit 2022
- Den sene Nietzsches kultursyn. Om den forsvundne Nietzsche (s.m. Børge Kristiansen). Klim 2023
- Dagene, drømmene. Turbine 2023
- Jeg vender mig om og ser . Med fotograf Lærke Posselt. Ekbátana 2023

### Oversættelser (udvalg)
- Arthur Schopenhauer: Verden som vilje og forestilling, bd. 1. Gyldendal 2005, 645 s.
- Jürgen Habermas og Joseph Ratzinger: Sekulariseringens dialektik. Om fornuft og religion. Forlaget Hovedland 2006, 77 s.
- Thomas Bernhard: Undergængeren. Forlaget Basilisk 2008, 171 s.
- Thomas Bernhard: Årsagen. En antydning. Forlaget Sisyfos 2011, 116 s.
- Thomas Bernhard: Kælderen. En unddragelse. Sisyfos 2012, 107 s.
- Thomas Bernhard: Åndedrættet. En afgørelse. Sisyfos 2013, 98 s.
- Thomas Bernhard: Kulden. En isolation. Sisyfos 2014, 101 s.
- Thomas Bernhard: Et barn. Sisyfos 2015, 116 s.
- Thomas Bernhard: Mine priser. Sisyfos 2017, 120 s.
- Thomas Bernhard: Beton. Sisyfos 2018, 152 s.
- Thomas Bernhard: Ja. Sisyfos 2019, 120 s.
- Thomas Bernhard: Forstyrrelse. Sisyfos 2021, 239 s.
- Thomas Bernhard: Stemmeimitatoren. Sisyfos 2023, 157 s.
- Henrik Ibsen: Peer Gynt. Oversættelse og bearbejdning for Det Kgl. Teater, premiere 2025.
- Marius von Mayenburg: Eks. Oversættelse for det Kgl. Teater, premiere 2025.

### Teater
- Moloch. Udvikling under Kgl. Dansk, Det Kgl. Teater, 2023.

- Moloch. Monolog for Teatret Svalegangen, premiere 2025.
- Angst. Udvikling under Kgl. Dansk, Det Kgl. Teater 2024.

Essays, videnskabelige artikler og interviews i danske og udenlandske tidsskrifter, aviser og magasiner om bl.a. Thomas Mann, Kafka, Raabe, Schopenhauer, W.G. Sebald, Arno Schmidt, Goethe, Heidegger, Nietzsche (ca. 200 publikationer i alt)
Lyrik og kortprosa i Hvedekorn, Øverste Kirurgiske, Slagtryk  
Over 250 foredrag i ind- og udland

### Priser/Udmærkelser
Stipendier, arbejdslegater og priser fra Kunststyrelsen, Forskningsrådet for Kultur og Kommunikation, Schopenhauer-Stiftung, Augustinus Fonden, Velux Fonden, Humboldt-Universität zu Berlin, Christian-Albrechts-Universität zu Kiel og DAAD (Deutscher Akademischer Austauschdienst)
- 2023: Jacob- und-Wilhelm-Grimm-Preis des DAAD

- 2021: Jan Sonnergaards Mindelegat
- 2014: Poet in Residence ved Universität Duisburg-Essen
- 2010: Indvalgt som medlem i Academia Europaea